# Clepsimelea
Clepsimelea là một chi bướm đêm thuộc họ Geometridae.

## Các loài
- Clepsimelea phryganeoides Warren, 1897